# Тигеллий
Тиге́ллий (лат. Tigellius; умер в 40 году до н. э., Рим, Римская республика) — древнеримский лирический поэт и певец. 

## Биография
Тигеллий родился в I веке до н. э. на Сардинии. Марк Туллий Цицерон назвал его человеком «более зловредным, чем его собственное отечество».
Благодаря своим музыкальным способностям и остроумию Тигеллий был в близких отношениях с Гаем Юлием Цезарем и пользовался расположением и покровительством Клеопатры и Октавиана.
Гораций в одной из своих сатир изображает его бесшабашным, веселым, талантливым, избалованным повесой, плохим хозяином, предпочитающим общество беспутных сумасбродов.
Известно, что Тигеллий скончался в 40 году до н. э. в Риме.
Некоторые схолии отождествляют Тигеллия с другим поэтом того времени — Тигеллием Гермогеном. Эта идентификация была опровергнута французским филологом-классиком Андре Дасье, но у последнего нашлось не так много последователей, пока Карл Кирхнер не привёл более существенную доказательную базу под теорию Дасье. Гай Лициний Кальв называл его Тигеллием или Сардусом Тигеллиусом, но никогда не Гермогеном. В «Реальном словаре классических древностей» Фридриха Любкера прямо говорится, что следует отличать Тигеллия Гермогена от Тигеллия Сардинского, «приёмным сыном которого он был, по всей вероятности».